# Teofilato de Kiev
Teofilato (em russo:  Феофилакт; segunda metade do século X - início do XI) é o primeiro metropolita de Kiev atestado por fontes. De acordo com algumas fontes, ele foi o primeiro metropolita de Kiev. De acordo com outros, governou em 991-997, após o metropolita Miguel. Terceiras fontes chamam Leôncio de primeiro metropolita.

## Biografia
O primeiro metropolita de Kiev atestado por fontes, foi transferido para Kiev da sé de Sevastia, na província bizantina da Armênia II, sob o imperador Basílio II (985-1025). É altamente provável que o referido Teofilato deva ser identificado com o metropolita anônimo de Sevastia, que, sendo um apoiador de Basílio II, foi forçado a deixar sua metrópole durante a guerra civil no início de 987. Se assim for, então pode-se supor que no outono de 987, Teofilato, por instruções do imperador, foi para Kiev, onde contribuiu para a conclusão de um acordo com Vladimir I. Assim, a pré-condição para a cristianização da Rus' foi criada, e Teofilato chefiou a nova metrópole da Rus', que inicialmente consistia de quatro bispados: Belgorod, Novogárdia, Czernicóvia e Polotsk. Ele subiu ao púlpito provavelmente em 988.